# Kromwijk en Linschoter Haar
Kromwijk en Linschoter Haar was een heerlijkheid binnen de provincie Utrecht.
De heerlijkheid bestond uit Linschoter Haar of kortweg De Haar en een deel van Kromwijk. De heerlijkheid had dezelfde eigenaar als de heerlijkheid Wulverhorst.
De voormalige heerlijkheid werd op 1 januari 1812 bij de gemeente Linschoten gevoegd. Toen op 1 januari 1818 de gemeente Wulverhorst werd afgesplitst van Linschoten, werden Kromwijk en Linschoter Haar bij deze nieuwe gemeente gevoegd. Deze situatie duurde tot 8 september 1857, toen het grondgebied van de gemeente Wulverhorst weer bij Linschoten werd gevoegd.